# Бходжпури
Бходжпури (भोजपुरी, Bhojpuri) — индоарийский язык, распространённый в индийских штатах Бихар, Джаркханд, а также в частях штата Уттар-Прадеш. Кроме того, на нём говорят меньшинства в Гайане, Суринаме, а также на островах Тринидад и Тобаго и на Маврикии. Из-за близкого родства к хинди, некоторые лингвисты рассматривают бходжпури как его диалект. На Фиджи сложился новый язык — фиджийский хинди — благодаря смешению диалектов бходжпури и хинди.
Бходжпури вместе с близкими языками майтхили и магахи объединяют в группу бихарских языков, которые составляют часть восточной группы индоарийских языков, в которую входят также бенгальский и ория.
Количество говорящих на бходжпури составляло в Индии около 25 миллионов человек (1997). В Непале на нём говорят 1,7 миллиона (2001), а на Маврикии 340 тысяч (2001). Однако многое говорит о том, что эти данные неточные. Население обоих индийских штатов Бихар и Джхаркханд, в которых на бходжпури говорит значительное число людей, составляет свыше 130 миллионов. Кроме того, в Уттар-Прадеш на нём говорят ещё 40 миллионов человек, так как большинство его жителей кроме хинди и урду используют бходжпури в повседневной жизни. Некоторые оценивают количество владеющих бходжпури людей в 125 миллионов.
Зачинателем литературы на языке бходжпури считается известный писатель и учёный Рахул Санкритьяян (1893—1963).